# Selena Fox
Selena Fox (n. Outubro de 1949) é uma sacerdotisa wiccana e activista, psicoterapeuta, professora, escritora e conferencista de áreas como Neopaganismo, Wicca, New Age e religião comparativa.
Fundadora e co-diretora executiva do Circle Sanctuary, situado no sudeste de Wisconsin, EUA. Selena é sacerdotisa Wicca desde 1973.